# Alfred Bester (Babylon 5)
Alfred Bester es un personaje de ficción aparecido en la serie Babylon 5 e interpretado por el actor Walter Koenig. Su nombre es un homenaje al conocido escritor de ciencia ficción autor en cuya novela El hombre demolido aparece una organización de telépatas similar al Cuerpo Psíquico.
Apareció por primera vez en el episodio de la primera temporada Guerra Mental y, aunque iba a ser su única aparición, gustó tanto que se recuperó el personaje, al principio para historias sueltas y luego como parte integral de la trama. De hecho, llegó a ser el protagonista absoluto de un episodio de la quinta temporada titulado El Cuerpo es Madre, el Cuerpo es Padre.
Bester iba a ser recuperado para la serie Crusade en el episodio Value Judgements (Juicios de Valor), escrito por Fiona Avery, cuyo guion es según Koenig el mejor episodio de Bester. Lamentablemente, la serie fue cancelada antes de rodar el episodio.

## Biografía
Alfred Bester (2195-2281) es un telépata de nivel P12, y como tal, es un policía psíquico o PsiCop. Fue criado en Ciudad Telépata, el centro de entrenamiento del Cuerpo Psíquico en Ginebra, donde le dijeron que a sus padres los había matado una bomba puesta por telépatas renegados.
Si hay algo que Bester ama por encima de todo es el Cuerpo Psíquico, y el bien de su gente. Considera que todos los telépatas son hermanos, y que deberían unirse en causa común ante los mundanos (los no telépatas). Aquellos telépatas que no comparten la ideología del Cuerpo no deben, en su opinión, ser odiados, sino compadecidos y re-educados para reintegrarse en el Cuerpo.
Tiene mujer y una hija, con las que vive en Marte, aunque su verdadero amor es Carolyn Sanderson, una telépata renegada a la que conoció en uno de los campos de prisioneros del Cuerpo en Marte. De hecho, ella fue la razón principal que llevó a Bester a aliarse a Sheridan en su lucha contra las Sombras, y lo único que ha antepuesto a los objetivos del Cuerpo Psíquico cuando traicionó al Escuadrón Omega Negro ante Sheridan por la simple posibilidad de encontrar algo que ayudara a encontrar una cura al tratamiento al que fue sometida por las Sombras.
Tras la Crisis Telépata, en la que Carolyn murió cuando el cuartel del Cuerpo fue bombardeado, se le acusó de crímenes de guerra y se le buscó por toda la galaxia. En sus últimos años se escondió en el sitio menos pensado: La Tierra. Concretamente en París donde se ganó la vida como crítico literario hasta que fue encontrado y detenido por Michael Garibaldi.
Se pasó los años siguiente químicamente privado de sus poderes en prisión en Ciudad Telépata, en Ginebra, donde murió en el año 2281.
- Datos: Q2834992